# Templo de Santiago Apóstol (Nurio)
El Templo de Santiago Apóstol en la comunidad de Nurio, Michoacán en México, fue el principal templo católico de dicha comunidad de la meseta Purépecha. De origen colonial, fue célebre por su decoración interior, en donde destacaba las pinturas en su techo y vigas que le valieron la denominación de la Capilla Sixtina de la meseta Purépecha. Fue destruida por un incendio el 7 de marzo de 2021.

## Incendio y destrucción
La tarde del domingo 7 de marzo de 2021 se registró un incendio que inició en el techo de la iglesia, expandiéndose rápidamente a todo el interior. Aunque los habitantes de la población lo detectaran rápidamente y de inmediato se dedicaron a combatirlo, además de acudir bomberos voluntarios de Paracho, fue imposible evitar que las llamas consumieran en su totalidad el techo y el interior del mismo.
La rápida acción de los fieles permitió que fueran salvadas algunas imágenes y obras artísticas que se encontraban dentro del mismo, sin embargo la gran mayoría de su contenido, incluyendo los frescos y los grandes retablos de madera quedaron totalmente destruidos, siendo consideradas sus pérdidas como incuantificables.
Posteriormente los habitantes de Nurio denunciaron la falta de medidas de previsión que pudieran haber evitado la pérdida, señalando como responsables de ello al Gobierno del Estado y al Instituto Nacional de Antropología e Historia, instancias que manifestaron no contar con el presupuesto requerido para la protección previa del inmueble.